# La Chapelle-Thireuil
La Chapelle-Thireuil – miejscowość i dawna gmina we Francji, w regionie Nowa Akwitania, w departamencie Deux-Sèvres. W 2016 roku populacja ówczesnej gminy wynosiła 444 mieszkańców. 
W dniu 1 stycznia 2019 roku z połączenia dwóch ówczesnych gmin – Le Beugnon oraz La Chapelle-Thireuil – powstała nowa gmina Beugnon-Thireuil. Siedzibą gminy została miejscowość La Chapelle-Thireuil. 